# Boursinidia fleissi
Boursinidia fleissi är en fjärilsart som beskrevs av Köhler 1953. Boursinidia fleissi ingår i släktet Boursinidia och familjen nattflyn. Inga underarter finns listade i Catalogue of Life.